# Bruce George
Bruce George (1972) is een voetbalscheidsrechter uit Vanuatu.
George werd in 2010 een FIFA-scheidsrechter. Hij floot wedstrijden bij de kwalificatie van het WK voetbal van 2014. Daarbij startte hij met de wedstrijd Amerikaans-Samoa en de Cookeilanden.

## Interlands
| Datum            | Plaats                    | Wedstrijd                           | Uitslag | Competitie           | Kreeg geel | Kreeg voor de tweede keer geel en dus rood | Weggestuurd |
| ---------------- | ------------------------- | ----------------------------------- | ------- | -------------------- | ---------- | ------------------------------------------ | ----------- |
| 24 november 2011 | Apia, Samoa               | Amerikaans-Samoa – Cookeilanden     | 1 – 1   | Kwalificatie WK 2014 | 2          | 0                                          | 0           |
| 4 juni 2012      | Honiara, Salomonseilanden | Papoea-Nieuw-Guinea – Nieuw-Zeeland | 1 – 2   | OFC Nations Cup 2012 | 3          | 0                                          | 1           |
| 13 oktober 2012  | Papeete, Tahiti           | Tahiti – Nieuw-Zeeland              | 0 – 2   | Kwalificatie WK 2014 | 3          | 0                                          | 0           |